# Ù
Ù, ù (U с грависом) — буква расширенной латиницы.

## Использование
В итальянском языке обозначает ударную U (например: più, giù).
Во французском языке используется только для различения омофонов ou («или») и où («где»).
Во вьетнамском письме и в пиньине используется для обозначения U с нисходящим тоном.